# Russische Poolbillard-Meisterschaft 2012
Die russische Poolbillard-Meisterschaft 2012 war ein Poolbillardturnier, das vom 12. bis 15. November 2012 in Sankt Petersburg ausgetragen wurde. Ermittelt wurden die nationalen Meister in den Disziplinen 8-Ball, 9-Ball, 10-Ball und 14/1 endlos.
Ruslan Tschinachow erreichte bei allen vier Herrenwettbewerben das Finale. Nachdem er die ersten drei gewonnen hatte, unterlag er beim abschließend stattfindenden 9-Ball-Wettbewerb dem Titelverteidiger Konstantin Stepanow mit 8:9. Erfolgreichste Spielerin war Anastassija Netschajewa, die in den Disziplinen 14/1 endlos und 8-Ball Russische Meisterin wurde.

## Medaillengewinner
| Wettbewerb           | Gold                    | Silber             | Bronze                  |
| -------------------- | ----------------------- | ------------------ | ----------------------- |
| Herren – 14/1 endlos | Ruslan Tschinachow      | Jewgeni Buslajew   | Maxim Dudanez           |
| Herren – 14/1 endlos | Ruslan Tschinachow      | Jewgeni Buslajew   | Alexander Kusnezow      |
| Herren – 10-Ball     | Ruslan Tschinachow      | Witali Pawluchin   | Konstantin Stepanow     |
| Herren – 10-Ball     | Ruslan Tschinachow      | Witali Pawluchin   | Alexander Kusnezow      |
| Herren – 8-Ball      | Ruslan Tschinachow      | Alexander Artemjew | Konstantin Stepanow     |
| Herren – 8-Ball      | Ruslan Tschinachow      | Alexander Artemjew | Sergei Luzker           |
| Herren – 9-Ball      | Konstantin Stepanow     | Ruslan Tschinachow | Jegor Plischkin         |
| Herren – 9-Ball      | Konstantin Stepanow     | Ruslan Tschinachow | Oleg Satschkow          |
| Damen – 14/1 endlos  | Anastassija Netschajewa | Natalja Seroschtan | Darja Sirotina          |
| Damen – 14/1 endlos  | Anastassija Netschajewa | Natalja Seroschtan | Kristina Tkatsch        |
| Damen – 10-Ball      | Darja Sirotina          | Anna Maschirina    | Natalja Seroschtan      |
| Damen – 10-Ball      | Darja Sirotina          | Anna Maschirina    | Anastassija Netschajewa |
| Damen – 8-Ball       | Anastassija Netschajewa | Natalja Seroschtan | Anna Maschirina         |
| Damen – 8-Ball       | Anastassija Netschajewa | Natalja Seroschtan | Kristina Tkatsch        |
| Damen – 9-Ball       | Natalja Seroschtan      | Anna Maschirina    | Anastassija Netschajewa |
| Damen – 9-Ball       | Natalja Seroschtan      | Anna Maschirina    | Anna Notschwina         |